# Паулина Лебл-Албала
Паулина Лебл-Албала (9. август 1891 — 8. октобар 1967) била је српска књижевница, преводилац, књижевни критичар, књижевни теоретичар, професор књижевности у Београду и српска феминисткиња.
Живела је у Србији, Швајцарској, Сједињеним Америчким Државама, Израелу, Риму и Канади. Удала се за Давида Албалу, лекара по занимању, и са њим је имала једну ћерку Јелену Алба Гојић.

## Биографија
Паулина је рођена у Београду, као најмлађе дете у породици Лебл, од мајке Наталије и оца Симона, који је био инжењер и радио је у француској компанији која је градила железнице у тадашњој Србији. Паулина је имала три старије сестре, Хермину, Јелену и Ружу.

### Образовање
Основну школу и два разреда грађанске школе је завршила у Нишу, а у Београду је од 1904. до 1906. завршила и трећи и четврти разред Више женске школе. Кратко је похађала и Учитељску школу, а од 1906. до 1909. је завршила и Прву женску гимназију на класичном одсеку.
Након завршетка гимназије, уписала је студије архитектуре у Београду, али их је убрзо напустила и од 1909. до 1913. је студирала на Филолошком факултету у Београду на одсеку за српску и француску књижевност.

### Каријера
Као професор, Паулина Лебл је радила од 1913. до 1917. у Првој женској гимназији, а од 1920. у Другој женској гимназији Београду.
Радила је као преводилац и у часопису Политика је 1906. и 1907. године објавила преводе Гланц (Glanz) и Алерго фуриозо (Allegro furiozo) немачке писатељице Иде Бој Ед (Ida Boy Ed). Године 1909. и у периоду између 1912. и 1914, превела је дела Гетеа, Лудвига Томе, Пола Хервјеа, Мориса Бареса, Хајнриха Хајнеа, Густава Флобера и Оскара Вајлда. Објавила је и оригинални рад о Виктору Игоу, а у периоду од 1914. до 1918. објављивала је и у часописима Одјек из Ниша, Књижевни југ и Модерна жена из Загреба.
Од 1925. постала је чланица организације Женски покрет, као и коуредница истоименог листа. Након тога је постала и чланица управе Професорског друштва и ПЕН-клуба, а осам година је била и председница Удружења универзитетских и образованих жена. 1937. године је постала главна уредница листа Гласник Југословенског женског савеза.
У периоду од 1919. до 1939. писала је књижевне расправе, чланке и преводе о женама и женској омладини, а објављивала их је у многим часописима, попут Ревју Југославе (Revue Yоugoslave), Мисао, Женски покрет, Просветни гласник, СКГ, Прилози, ЛМС, Страни преглед, Политика, Јавност, Књижевни југ, Гласник југословенског женског савеза, Београдске општинске новине, Јужни преглед, Круг, Наша стварност, Живот и рад, Жена данас, Видици, а писала је и о многим српским писцима као што су Доситеј Обрадовић, Јован Скерлић, Јован Дучић и други.
Током периода од 1940. до 1942. у Сједињеним Америчким Државама учествовала је у раду Југословенског информационог центра и повремено писала за новине у Питсбургу - Американски србобран у 1941. и Слободна реч од 1944. до 1945.
Објављивала у Јеврејском алманаху, као и за Билтен Удружења југословенских Јевреја у Сједињеним Америчким Државама (Bulletin of Association of Yugoslav Jews in the United States) у Њујорку 1961. године. Године 2005. објаљена је њена књига сећања Тако је некад било, која садрже и библиографију коју је ауторка сама сачинила.
Умрла је код своје ћерке, у Лос Анђелесу, 8. октобра 1967. године.

## Монографије
- Теорија књижевности и анализа писмених састава: за средње и стручне школе (1923)
- Развој универзитетски образованих жена (1930)
- Гертруда (1931)
- Десет година рада Удружења универзитетски образованих жена у Југославији: 1928-1938 (1939)
- Изабрана проза (1951)
- Тако је некад било (2005)